# Simeone Tagliavia d'Aragonia
Simeone Tagliavia d'Aragonia (1550. – 1604.) bio je talijanski biskup i kardinal.
Dana 18. kolovoza 1597. ostavio kardinalski naslov svete Anastazije i optirao za kardinalski naslov hrvatske crkve svetog Jeronima u Rimu. Naslovnikom svetog Jeronima bio je do 20. travnja 1600., kada je optirao za kardinalski naslov crkve Svete Priske.

### Članci
- Bogdan, Jure. 2005. Hrvatska crkva svetog Jeronima u Rimu i njezini kardinali naslovnici. Crkva u svijetu. Sveučilište u Splitu - Katolički bogoslovni fakultet. Split. 40 (2): 187–205